# Heiichirō Ōyama
Heiichirō Ōyama (大山平一郎, Ōyama Heiichirō) né à Kyoto en 1947 est un altiste et chef d'orchestre japonais.

## Biographie
Né à Kyoto en 1947, dans une famille originaire de Hakata. Sous l'impulsion de son père, Heiichirō Ōyama commence l'apprentissage du violon à l'âge de cinq ans. Heiichirō Ōyama fait ses études à l'école de musique Tōhō Gakuen située dans la ville de Chōfu, dans la préfecture de Tokyo. Puis en 1968 il part en Angleterre pour approfondir son apprentissage avec Yfrah Neaman, William Pleeth et Thurston Dart, et est diplômé de la Guildhall School of Music and Drama en 1970.
Encore jeune musicien, il remporte plusieurs prix : le Music Competition of Japan (1966), le British Council Music Scholarship (1968), le Carl Flesch International Violin Competition (1968), le BBC Beethoven Competition (1969).
En 1970, il part aux États-Unis et étudie auprès de William Primrose, Ruggiero Ricci, Josef Gingold, Janos Starker et Menahem Pressler à l'Université de l'Indiana. Au concours de cette université, il remporte le premier prix dans les catégories violon et alto en 1971. Par la suite, il enseignera ces deux instruments au sein de cet établissement en tant que professeur invité ; mais à partir des années 1970, surtout grâce à l'enseignement de Primrose, l'alto devient son instrument de prédilection.
En 1972, sur la recommandation de Primrose il participe au Malboro Music Festival dirigé par Rudolf Serkin en tant qu'altiste. Il a été invité à ce festival de musique en 1973, 1975 et 1976, et a participé à cinq tournées américaines en tant que membre de l'institution Music from Marlboro. Après cela, il commence à être invité à de nombreux festivals de musique internationaux et se produit avec de célèbres musiciens.
Il possède une réputation établie de longue date en tant que remarquable chef d'orchestre et l'un des altistes les plus renommés du pays. En plus de son poste de directeur musical et chef de l'orchestre de chambre de Santa Barbara, il est aussi le chef principal de l'orchestre symphonique de Kyūshū basé à Fukuoka au Japon.
Ohyama est toujours très demandé comme altiste et joue aux États-Unis et à l'étranger en tant que récitaliste et chambriste dans de nombreux festivals dont le festival Casals de Porto Rico, le festival international de Kuhumo en Finlande, le festival international de musique de Johannesen au Canada, le festival de musique de Moon beach à Okinawa au Japon, les festivals de Brescia et Bergame en Italie, le Musique de chambre du Nord-Ouest (en), le festival de musique de Sarasota (en) et le festival de musique de chambre de Caramor. Il collabore avec un grand nombre de solistes à travers le monde, dont Lynn Harrell, Gidon Kremer, Radu Lupu, Lynnette Seah (en), Isaac Stern et Alexander Souptel.
En 1974, il remporte les auditions internationales des Jeunes artistes de concert (en) ce qui l'amène à faire ses débuts de récital à New York au Carnegie Hall. En 1979, il est nommé altiste solo de l'orchestre philharmonique de Los Angeles sous la direction de Carlo Maria Giulini, poste qu'il occupe pendant 13 ans. En 1981, il commence à diriger l'orchestre à cordes des jeunes de l'école du carrefour des sciences et des arts. En 1983, il est nommé directeur musical et chef de l'orchestre de chambre de Santa Barbara. En 1986, Ohyama a été nommé chef assistant de l'Orchestre philharmonique de Los Angeles sous la direction d'André Previn. Il occupe ce poste pendant quatre ans et dirige la Philharmonie lors de nombreux concerts, notamment des concerts d'abonnement au Los Angeles Music Center, au Hollywood Bowl et à l'Institut philharmonique de Los Angeles (en).
Il a également occupé les postes de chef d'orchestre principal du festival de musique Round Top au Texas, directeur musical et chef d'orchestre du Northwest Chamber Orchestra à Seattle, directeur musical et chef d'orchestre de l'orchestre de chambre Cayuga (en) à New York, directeur artistique du festival de musique de chambre de Santa Fe et du festival d'été de la « Société de musique de chambre de La Jolla ». Il est professeur de musique dans le système scolaire de l'université de Californie pendant plus de 30 ans.
En 1990, Ohyama fait ses débuts européens de chef avec l'orchestre de l'opéra de Lyon et à l'occasion de deux concerts avec l'orchestre philharmonique royal au Royal Festival Hall à Londres. Depuis, il a fait des apparitions avec l'orchestre symphonique de San Diego, l'orchestre symphonique de Baltimore, l'orchestre symphonique de Singapour, l'orchestre symphonique du Nouveau Mexique, l'orchestre de chambre de l'Ohio, l'orchestre symphonique de Brandenburg en Allemagne, l'orchestre symphonique de Hale en Angleterre, l'orchestre symphonique de Sapporo, l'orchestre symphonique de Kyoto et l'orchestre de l'université de musique de Tōhō au Japon, l'orchestre de chambre de New York, l'orchestre de chambre de Los Angeles, l'orchestre de chambre de Milwaukee et la Royal Academy Sinfonietta en Angleterre.
Il a également emmené l'orchestre symphonique Asie-Amérique en tournée au Japon en 1992.
Au Japon, il est également directeur artistique de l'institution CHANEL Pygmalion Chamber Music Series, créée par Chanel Japon en 2005.